# Sened (città)
Sened, scritto anche As Sanad, (in arabo السند‎?) è una città  del sud-est della Tunisia.
Fa parte del governatorato di Gafsa e  della delegazione di Sened.   La città conta 8 931 abitanti.
La città è situata ad una cinquantina di chilometri ad est di Gafsa, è divisa in due parti: la prima ai piedi del Djebel Majoura (874 m) e la seconda dove venne costruita la stazione dell'asse ferroviario Gafsa-Sfax, una linea destinata al trasporto di fosfato.
Sened è il capoluogo della delagazione di delegazione di Sened, che comprende i settori di Sened, Sanouche, Djedida, Abdessadok, Majoura e Alim.
Sened uno dei rari luoghi tunisini dove si parla una dialetto berbero, il Sened, che prende il nome dalla città stessa.
Essenzialmente agricola, le risorse di Sened sono anche l'artigianato di tessitura di tappeti così come il suo ruolo di centro amministrativo della delegazione.